# Delal
Delal est un prénom d'origine kurde qui signifie doux et joli en français.
En tant que prénom arabe, il signifie "ombre, mystère envoutant".